# Rodrigo Prieto
Rodrigo Prieto Stambaugh (Città del Messico, 23 novembre 1965) è un direttore della fotografia messicano.

## Filmografia parziale
- Amores perros, regia di Alejandro González Iñárritu (2000)
- Original Sin, regia di Michael Cristofer (2001)
- Ten Tiny Love Stories, regia di Rodrigo García (2001)
- La 25ª ora (25th Hour), regia di Spike Lee (2002)
- Frida, regia di Julie Taymor (2002)
- 8 Mile, regia di Curtis Hanson (2002)
- 21 grammi (21 Grams), regia di Alejandro González Iñárritu (2003)
- Persona non grata, regia di Oliver Stone - documentario (2003)
- Comandante, regia di Oliver Stone - documentario (2003)
- Alexander, regia di Oliver Stone (2004)
- I segreti di Brokeback Mountain (Brokeback Mountain), regia di Ang Lee (2005)
- Babel, regia di Alejandro González Iñárritu (2006)
- Lussuria - Seduzione e tradimento (Se, jie / Lust, Caution), regia di Ang Lee (2007)
- State of Play, regia di Kevin Macdonald (2009)
- Gli abbracci spezzati (Los abrazos rotos), regia di Pedro Almodóvar (2009)
- Wall Street - Il denaro non dorme mai (Wall Street: Money Never Sleeps), regia di Oliver Stone (2010)
- Biutiful, regia di Alejandro González Iñárritu (2010)
- Come l'acqua per gli elefanti (Water for Elephants), regia di Francis Lawrence (2011)
- La mia vita è uno zoo (We Bought a Zoo), regia di Cameron Crowe (2011)
- Argo, regia di Ben Affleck (2012)
- The Wolf of Wall Street, regia di Martin Scorsese (2013)
- Voce umana, regia di Edoardo Ponti - cortometraggio (2014)
- The Homesman, regia di Tommy Lee Jones (2014)
- The Audition, regia di Martin Scorsese - cortometraggio (2015)
- Passengers, regia di Morten Tyldum (2016)
- Silence, regia di Martin Scorsese (2016)
- The Irishman, regia di Martin Scorsese (2019)
- The Glorias, regia di Julie Taymor (2020)
- Barbie, regia di Greta Gerwig (2023)
- Killers of the Flower Moon, regia di Martin Scorsese (2023)

## Regista
- Pedro Páramo (2024)

## Riconoscimenti

### Premio Oscar
- 2006 - Candidatura alla miglior fotografia per I segreti di Brokeback Mountain
- 2017 - Candidatura alla miglior fotografia per Silence
- 2020 - Candidatura alla miglior fotografia per The Irishman
- 2024 - Candidatura alla miglior fotografia per Killers of the Flower Moon

### Mostra del Cinema di Venezia
- 2007 - Premio Osella per il migliore contributo tecnico per Lussuria - Seduzione e tradimento